# Nebulosa de Eta Carinae

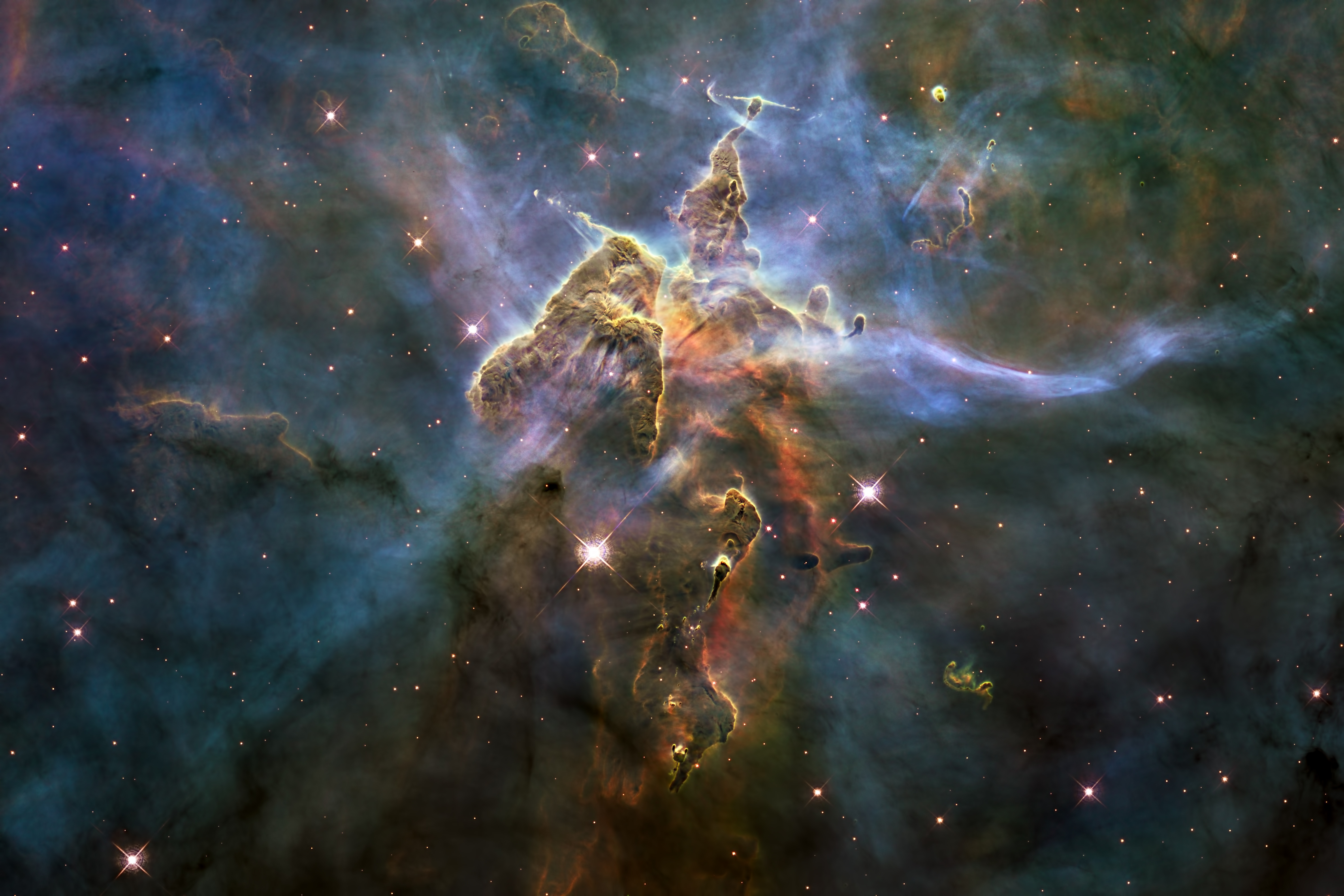
A "Montanha Mística".

Nebulosa de Eta Carinae, imagem capturada pelo Telescópio Espacial James Webb.

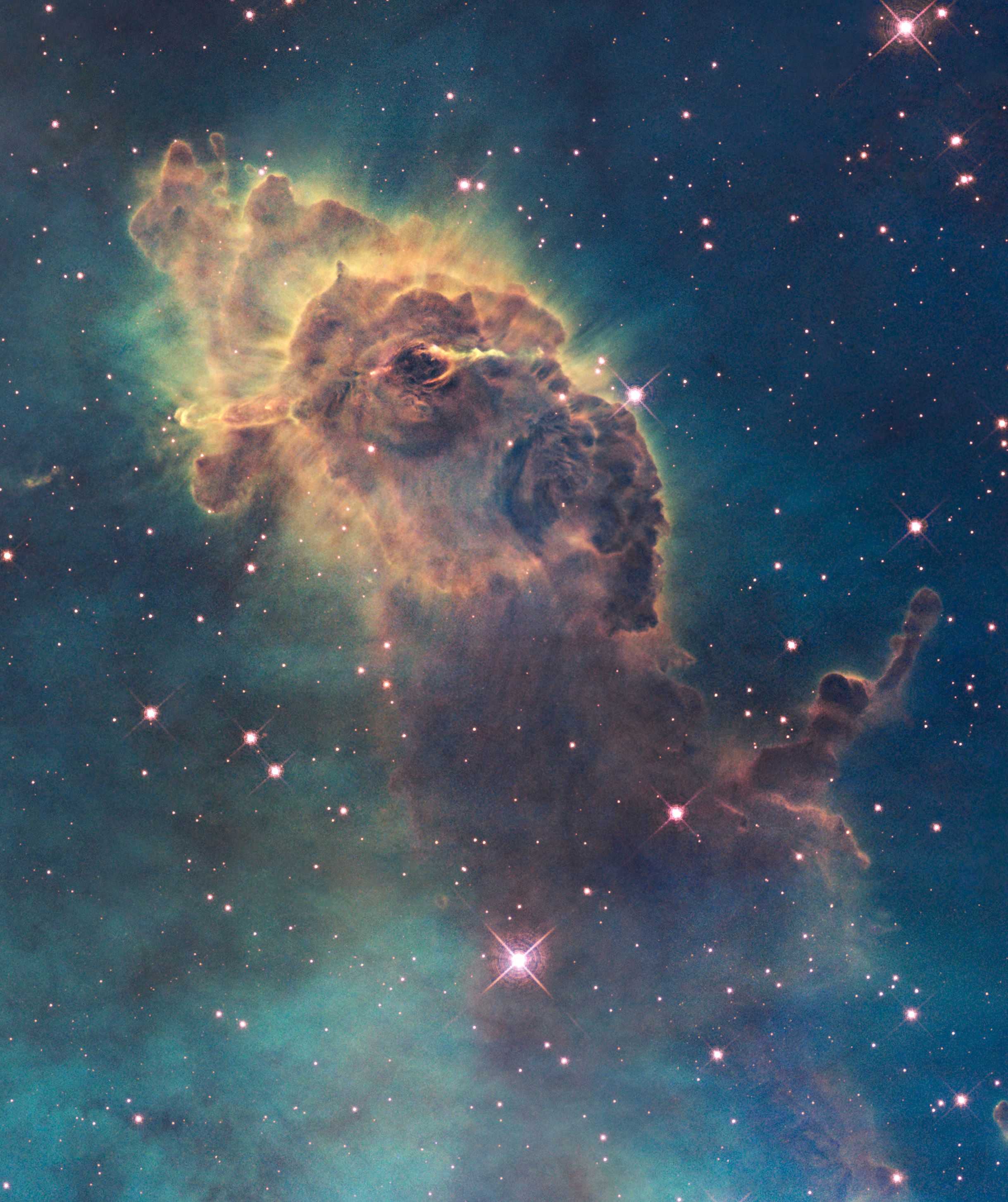
Nebulosa de Eta Carinae

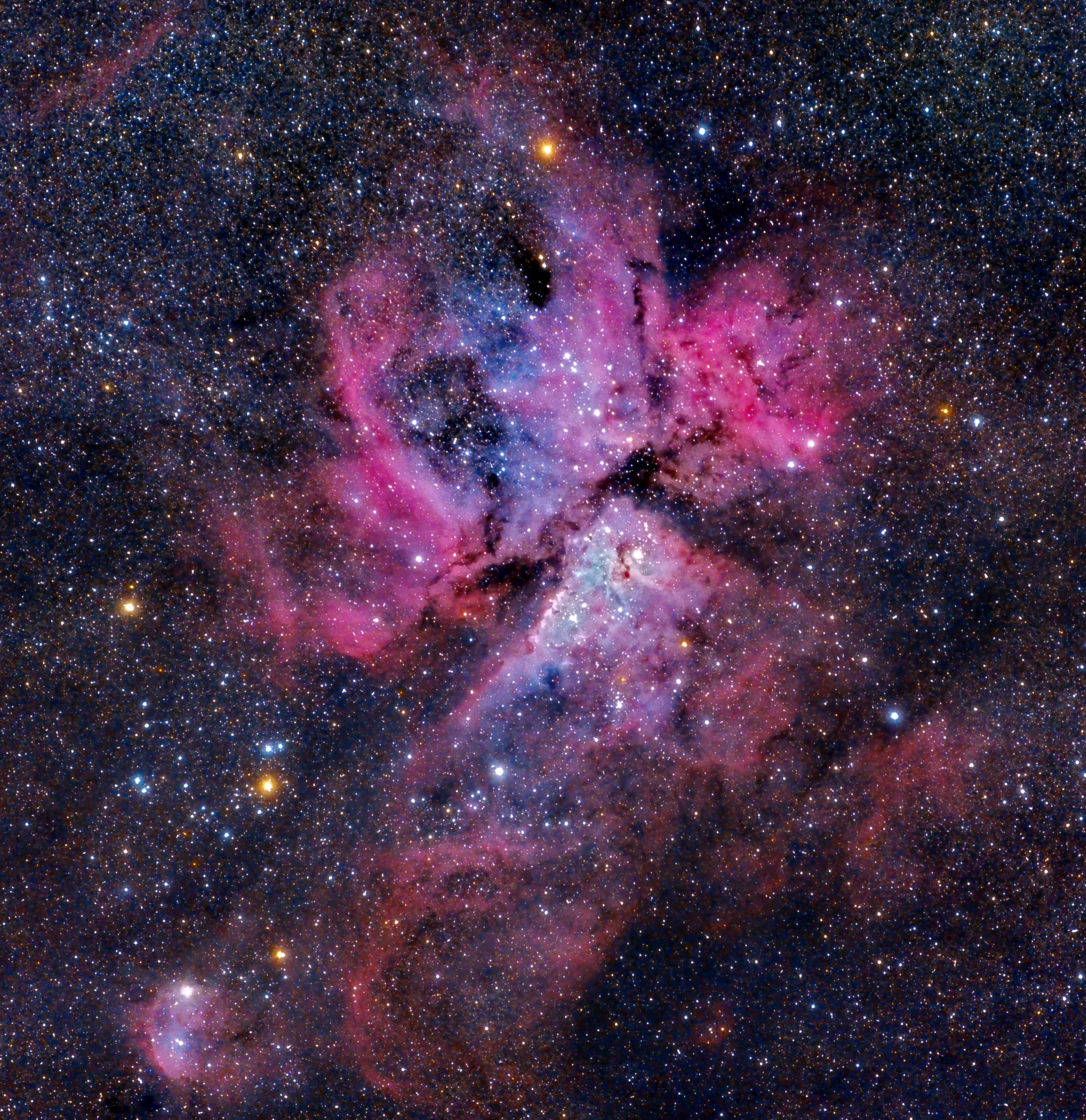
Nebulosa de Eta Carinae, imagem capturada pelo observatório astronômico OALM, Montevideo, Uruguai.

A Nebulosa Carina (também conhecida como a Grande Nebulosa de Carina, a Nebulosa Eta Carinae, NGC 3372, bem como a Grande Nebulosa) é uma brilhante nebulosa que tem dentro de seus limites vários aglomerados abertos de estrelas relacionados. Alguns artigos geralmente se referem a ela como a Nebulosa Carina, principalmente por causa de diferenciar os muitos trabalhos publicados sobre este objeto, mas a precedência histórica foi determinada pelos observadores do sul, como James Dunlop e John Herschel, que ambos a denominaram como Nebulosa Eta Argus ou Nebulosa Eta Carinae.
Ela contém as duas grandes associações OB: Carina OB1 e Carina OB2. Carina OB1 contém os dois aglomerados estelares Trumpler 14 e Trumpler 16. Trumpler 14 é um dos aglomerados estelares conhecidos mais jovens, com meio milhão de anos de idade. Trumpler 16 é o lar de Eta Carinae e HD 93129A, duas das mais maciças e luminosas estrelas em nossa galáxia Via Láctea. A nebulosa se encontra a uma distância estimada entre 6.500 e 10.000 anos-luz da Terra. Ele aparece na direção da constelação de Carina e situa-se no braço de Carina-Sagitário. A nebulosa contém várias estrelas do tipo O.
A nebulosa é uma das maiores nebulosas da Via Láctea. Embora seja umas quatro vezes maior e ainda mais brilhante do que a famosa Nebulosa de Órion, a Nebulosa Carina é muito menos conhecida, devido à sua localização no céu do sul. Ele foi descoberto por Nicolas Louis de Lacaille em 1751-52 no Cabo da Boa Esperança.